# Charles Mouchel
Pour les articles homonymes, voir Mouchel.
Charles Mouchel est un professeur de mathématiques homme politique français né le 4 février 1855 à Elbeuf (Seine-Maritime) et décédé le 22 octobre 1911 à Elbeuf.

## Éléments biographiques
Charles Antoine Mouchel est né à Elbeuf le 4 février 1855, dans une famille conservatrice et très catholique, fils de Louis Charles Mouchel, marchand fabricant de draps,et d’Anne Adélaïde Baudoin. Il commence tout naturellement à travailler dans l’entreprise familiale et y acquiert une profonde connaissance des techniques drapières, ainsi que des conditions de travail et de production. Elbeuf est alors l’un des principaux centres de draperies de laine cardée de France.

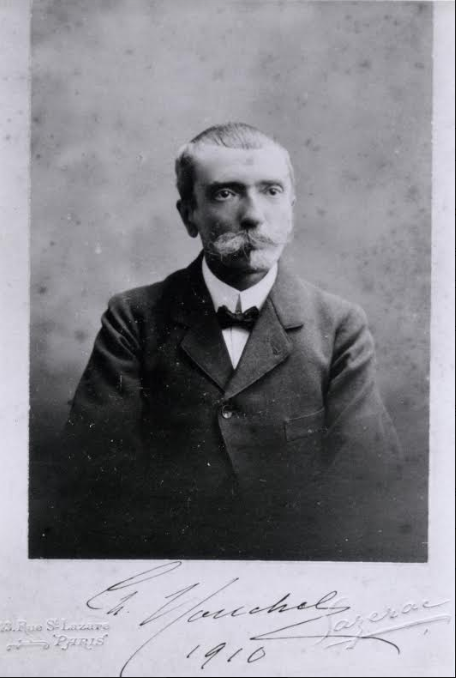
Charles Mouchel en 1910 (Elbeuf, Centre d’archives patrimoniales)

Cependant, la quasi-faillite de la fabrique paternelle lors de la crise de 1884-1885 et son penchant pour les sciences l’amènent à changer de voie. Il assure d’abord les cours de mathématique et de physique organisés par la Société industrielle d'Elbeuf, passe une licence ès sciences puis obtient l’agrégation de mathématiques en 1889. Il enseigne ensuite au « Petit lycée » d’Elbeuf (annexe du lycée de Rouen), à partir de son ouverture en 1892. 
Resté célibataire, il vit très modestement en compagnie de son unique sœur, Berthe Mouchel (1864-1961), professeure de dessin et artiste peintre.

## Une longue carrière municipale
Il est élu pour la première fois conseiller municipal en mai 1888 (au 2e tour de scrutin), sur une liste du Comité de l’Union républicaine, patronnée par le journal local L’Elbeuvien, de tendance radicale. La municipalité est alors dirigée par le manufacturier Émilien Nivert, un républicain modéré.
Charles Mouchel se montre tout de suite très actif, et présente notamment dès 1889 un rapport sur la suppression de l’octroi municipal ; celle-ci est décidée à l’unanimité. Cependant, lors de la séance du 2 mai 1890, cette question provoque de vifs débats (les avis divergeant sans doute profondément quant au rythme de son abandon). Une proposition de suppression totale au 31 décembre 1891 étant présentée par 17 conseillers, alors que le maire avait nommé une commission de 11 membres pour en discuter), celui-ci se vexe de cette façon de procéder et obtient le renvoi en commission. Le maire et ses deux adjoints ayant démissionné en 1894, une élection complémentaire donne la majorité aux radicaux et Charles Mouchel est élu maire le 17 octobre 1894. Neuf jours plus tard, le conseil municipal vote la suppression de la plupart des taxes d’octroi pour la fin de l’année, sans pour autant augmenter de manière significative les centimes additionnels perçus par la ville. Les commerçants annoncèrent aussitôt une baisse de leurs prix, qui devinrent moins chers qu’à Rouen. Cette suppression de l’octroi, la première opérée en France dans une ville de cette importance, eut un grand retentissement. De nombreux maires écrivirent pour savoir comment cela avait été possible, à tel point que Charles Mouchel dut faire imprimer une plaquette répondant à ces questions.
Ce succès lui confère une très grande notoriété locale et il est réélu sans difficulté en 1896, 1900, puis en 1904 (bien que la campagne électorale soit  très vive, l’opposition n’emporte finalement aucun siège au conseil municipal) et à nouveau en 1908. D’abord républicain modéré, il devient radical au fil des années puis presque socialiste (aux dires de ses adversaires), poussé sans doute en avant par certains membres du Conseil. Sa volonté affirmée d’améliorer les conditions d’existence des plus démunis lui assure une grande popularité, dans cette ville ouvrière fragilisée par le déclin de son industrie textile. Il multiplie les dépenses d’aides et de bienfaisance. Pour équilibrer le budget municipal sans alourdir la fiscalité locale, il choisit de municipaliser l’ensemble des services concédés jusque-là à des monopoles privés (pompes funèbres, traitement des ordures, production et distribution de l’eau, du gaz et de l’électricité). Dans son esprit, la Ville pourra ainsi profiter des bénéfices qu’ils réalisent annuellement. Il mène également une politique de laïcisation des établissements d’enseignement et de bienfaisance (construction d’une maternité laïque, laïcisation de l’école maternelle et de la crèche, création d’un patronage laïc, changement d’appellations des rues portant le nom d’un saint). La municipalité aménage aussi une Bourse du Travail en 1899.

## Une courte carrière de député
En 1906, Charles Mouchel avait déjà été sollicité pour être candidat à la députation, mais il avait préféré se récuser, au profit du radical socialiste Isidore Maille, finalement élu. Il accepte finalement de se présenter aux élections législatives de 1910, en tant que candidat du Comité de l’Union républicaine radicale socialiste dans la 3ème circonscription de Rouen (cantons d’Elbeuf et de Grand-Couronne). Il doit affronter le socialiste E. Poisson, le républicain Édouard Delpeuch, ancien sous-secrétaire d’État, mais aussi deux candidats de la mouvance radicale : L. Muller, candidat officiel du parti, et Isidore Maille, député sortant. Un journal électoral éphémère soutient les candidats radicaux socialistes au premier tour et la candidature de Charles Mouchel au second tour.
Il promet à ses électeurs : « Les fonctions de député ne sont pas un but pour moi, elles sont seulement un moyen : le moyen de réduire les dépenses publiques par d’importantes économies, faciles à opérer si on le veut bien et en même temps d’assurer aux travailleurs pauvres l’aide nécessaire pour élever leurs enfants et la modeste pension qui doit assurer le pain de leur vieillesse. » Consacrant ses maigres économies au financement de sa campagne électorale, Charles Mouchel arrive cependant en tête au premier tour le 24 avril 1910. Il recueille 4 275 suffrages contre 4 245 à Delpeuch, 1 845 à Maille, 1 817 à Poisson et 847 à Muller (sur 16 744 inscrits et 13 195 votants). Au second tour, le 8 mai, Charles Mouchel l’emporte largement avec 7 169 voix contre 5 510 à E. Delpeuch.
Il siège à la Chambre des députés, durant la Xe législature de la Troisième République, du 8 mai 1910 au 22 octobre 1911.
Lui qui n’avait jamais quitté sa ville natale part donc pour la capitale, où il va se consacrer chaque semaine cinq jours sur sept à ses fonctions de député. Inscrit au groupe républicain socialiste, il siège aux côtés d’Alexandre Millerand et René Viviani. Éloigné du jeu politique, il se considère avant tout comme un représentant en mission.
Membre de la commission d’assurance et de prévoyance sociales, il participe assidûment aux séances et défend ses convictions avec vigueur. Il dépose un amendement tendant à modifier l'article 20 de la loi du 14 juillet 1905 sur l’assistance obligatoire aux vieillards, aux infirmes et aux incurables.
Membre de la commission de l'Intérieur, il intervient dans la discussion concernant l'application de l’article 7 de la loi sur les retraites ouvrières et paysannes et présente un rapport sur une proposition de loi tendant à améliorer et égaliser les congés de maternité accordés aux femmes employées dans les services de l’État et dans ses établissements industriels. Il rédige aussi un rapport, au nom du 10e Bureau, sur diverses élections. Il prend part à plusieurs discussions, notamment sur la proposition de résolution de Georges Berry tendant à modifier l'article 86 du règlement en ce qui concerne les vérifications de pouvoirs et sur le budget de l'exercice 1911 où il propose un article additionnel. Il intervient dans la discussion de projets de loi portant ouverture de crédits provisoires ou relatifs aux contributions directes et taxes assimilées de l'exercice 1912.
Il défend également les intérêts de sa ville, en déposant en juillet 1910 un amendement à la loi sur les quatre contributions directes, afin que l’assiette des centimes communaux portant sur la contribution foncière puisse être revue à la baisse pour les communes qui le souhaitent (ce qui est le cas d’Elbeuf) ; il intervient à nouveau sur ce thème en 1911. Il soutient une proposition de loi visant à diminuer les taxes sur les commerces de détail. Il s’inquiète enfin d’un changement des uniformes militaires, qui pourrait avoir des conséquences négatives pour l’industrie drapière elbeuvienne.
À plusieurs reprises il dénonce le « véritable grippage » de la machine parlementaire et blâme les députés qui veulent clore trop rapidement une session. Enfin, il signe une motion visant à réduire l’indemnité parlementaire, qui avait été portée de 9 000 à 15 000 frs par la loi du 26 novembre 1906.
Mais, occupé par ces fonctions de député, il délaisse trop les activités municipales, à un moment où les difficultés s’accumulent pourtant de façon critique.

## Une fin tragique
À Elbeuf, les déficits budgétaires, auxquels il faut remédier par des emprunts, se creusent pour diverses raisons. L’achat en 1910 de l’ancien château des ducs, en vue de construire à la place un groupe scolaire, coûte très cher. La Ville perd en outre plusieurs procès ; face à la Cie des eaux, en 1905, elle doit notamment verser de lourdes indemnités à propos du ruisseau du Puchot. Le contrat de cette compagnie venant à échéance en 1908, elle rachète son réseau, de même que celui de la compagnie d’électricité en février 1911. Cette mise en régie des services d’approvisionnement et de distribution de l’eau, du gaz et de l’électricité grève les finances municipales. L’usine d’incinération des ordures, qui devait chauffer les cuisines et bains des établissements hospitaliers, fonctionne à perte. L’usine à gaz – dont la construction a coûté fort cher – accumule les déficits (fuite des réservoirs, accidents techniques, rendements insuffisants) au lieu des bénéfices escomptés. Les hommes que le maire a placés à la tête des services techniques municipalisés s’avèrent souvent incompétents.
Lors de la séance du 29 septembre 1911 au Conseil municipal, le public venu en nombre apprend que les différents emprunts contractés par la Ville s’élèvent à 2 294 740 francs. Il manque en outre 64 000 frs pour boucler celui de l’année en cours. « J’ai fait une bêtise et je dois en assumer les conséquences (…) Je considère ma carrière de maire et de député comme terminée (…) j’aurais pu prévoir…) », déclare Charles Mouchel, avant de lever la séance en sanglots.
Lors de la séance du 9 octobre au Conseil municipal, il s’effondre à nouveau et déclare : « Je me suis livré à des expériences malheureuses qui me retirent la confiance que j’avais en moi-même. »
Le Conseil municipal doit voter le 13 octobre un nouvel emprunt de 300 000 frs pour maintenir en fonction l’usine à gaz, qui produit également l’électricité de la ville. « Qui veut ma place ? » s’écrie véhémentement le maire à plusieurs reprises. C’est un véritable désastre financier, alors que Ch. Mouchel avait fait constamment campagne sur le thème de la réduction des dépenses publiques. Les finances municipales sont exsangues ; elles ne disposent plus de liquidités.
Le célèbre journaliste parisien Émile Berr (1855-1923) [lien : https://data.bnf.fr/fr/12110288/emile_berr/] lui consacre plusieurs longs articles dans Le Figaro, traçant un portrait très précis, tant au physique qu’au moral, de ce « malheureux petit professeur (…) tragiquement modeste ». Il rapporte les propos suivants de Charles Mouchel : « Ne cherchez pas où est le coupable, où est le criminel, où est le fou. C’est moi. Ce gâchis, ces ruines sont l’œuvre de mes mains. J’avais fait un rêve, j’ai voulu le réaliser. Et voilà… Mon ignorance, mon imprévoyance, ma maladresse ont été telles que de ce rêve ne sont sorties que des sottises… » Il endosse l’entière responsabilité du fiasco, sans chercher aucune excuse. Affaibli physiquement par un travail incessant et de multiples réunions, brisé moralement, il a aussi déclaré au préfet et au représentant du ministre de l’Intérieur : « Je suis un banqueroutier, je mérite d’être révoqué et traduit en cour d’assises. »
Le journaliste a parlé également à des industriels elbeuviens, qui s’avouent désarmés par l’ingénuité de ses aveux. L’un d’eux, pourtant adversaire, lui a confié : « Mouchel a désorganisé nos finances. Il a appliqué à la ville d’Elbeuf des méthodes d’administration qui mèneraient n’importe quelle maison de commerce à la banqueroute. Mais ce pauvre homme est la probité même. Il est insoupçonnable. »
Le 21 octobre, au cours d’une réunion à huis clos, Charles Mouchel propose aux membres du Conseil municipal de céder l’usine à gaz à la Cie elbeuvienne du gaz, à laquelle la ville doit déjà 380 000 F pour lui avoir racheté son réseau d’électricité ; mais les conseillers penchent plutôt pour la proposition faite par une compagnie belge d’Anvers. Le maire comprend qu’il va être mis en minorité sur cette question lors de la réunion publique du lendemain. Il en est profondément affecté.

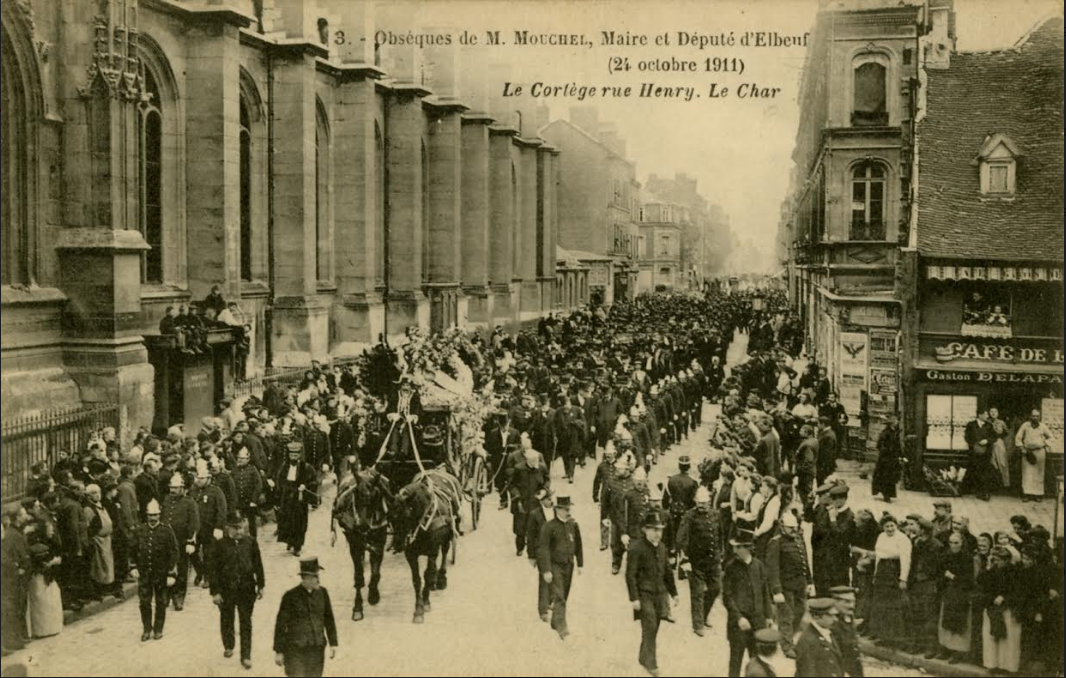
Obsèques de Charles Mouchel Centre d'archives patrimoniales, 9 Fi 3085

Le lendemain, juste avant cette réunion, il descend dans les caves de l’Hôtel de ville et se tire une balle dans l’œil droit avec son revolver d’officier de la territoriale.Il était âgé de 56 ans. Les journaux locaux, Le Journal de Rouen du 23 octobre 1911 (« La Mort du Député-Maire d'Elbeuf ») et de nombreux journaux de Paris ou de province firent part de son décès.
Ses obsèques, civiles, attirèrent une foule considérable. Le cortège, composé des corps constitués et de nombreuses personnalités, parcourut lentement les rues de la ville. De nombreux discours furent prononcés.
Quelques jours plus tard, lors d’une conférence à la Bourse du Travail d’Elbeuf, le socialiste E. Poisson lui rendit ce bel hommage : « M. Mouchel a pu être mon concurrent, j’ai pu dire qu’il était un honnête homme, je le dis encore. S’il n’était pas socialiste, il était un de ces hommes qui sont pour les travailleurs une sauvegarde efficace. Rappelez-vous M. Mouchel, il sera votre honneur, votre gloire. Souvenez-vous que pendant vingt ans, il a été votre homme et qu’il est mort pour vous. »
L’échec de cette tentative de « socialisation » des services municipaux fut bien entendu largement commenté. Le Figaro en profita pour conclure à l’attention de ses lecteurs : « Mouchel était un brave homme et c’est le socialisme municipal qui est une bêtise ».
Aujourd’hui, une rue d’Elbeuf porte son nom, de même qu’un groupe scolaire, inauguré en 1928.

## Sources
- Largesse (Pierre), "L'esprit d'une époque, Charles Mouchel", Berthe Mouchel, femme, artiste et engagée, catalogue d'exposition de la Fabrique des savoirs d'Elbeuf, Milan, Silvana Editoriale, 2022, p. 35-39.
- Charles Mouchel. Un homme en son temps. Maire d’Elbeuf de 1894 à 1911, catalogue d’exposition, Archives municipales d’Elbeuf, 2001, 41 p.
- Largesse (Pierre), « Cortège mortuaire et discours officiels : l’hommage d’une ville à son maire. Les obsèques de Charles Mouchel en octobre 1911 », Bulletin de la Société de l’Histoire d’Elbeuf, n°35, juin 2001, p. 15-24.
- Francis Concato, « Mouchel, Charles, Antoine », dans Jean-Pierre Chaline et Anne-Marie Sohn, Dictionnaire des parlementaires de Haute-Normandie, 1871-1914, Mont-Saint-Aignan, Publications de l’Université de Rouen, 2000, p. 248-251..
- Alain Becchia, La draperie d’Elbeuf (des origines à 1870), Mont-Saint-Aignan, Publications de l’Université de Rouen, 2000, 869 p.
- Francis Concato et Pierre Largesse, « La politique sociale de Charles Mouchel à Elbeuf de 1894 à 1911. Solidarisme ou socialisme municipal ? », Le social dans la ville en France et en Europe, 1750-1914, Jacques-Guy Petit et Yannick Marec (dir.), Paris, L’Atelier/Les éditions ouvrières, 1996, p. 143-158.
- Guy Segeron, « La municipalité de Charles Mouchel à Elbeuf, 1894-1911 », mémoire de maîtrise d’histoire, Université de Rouen, 1978 (Elbeuf, Centre d’archives patrimoniales, BH 0695).
- « Charles Mouchel » in Jolly (Jean), dir., Dictionnaire des parlementaires français, 1889-1940, Paris, P.U.F., 8 vol., 1960-1977.
- Henri Saint-Denis, Histoire d’Elbeuf, t. XII, Elbeuf, Impr. H. Saint-Denis, 1905, 616 p..